# Emil Aarestrup
Carl Ludvig Emil Aarestrup (Copenhaguen, 4 de desembre de 1800 – Odense, 21 de juliol de 1856) fou un poeta danès. Tot i que no fou reconegut en el seu temps, és ara àmpliament considerat un dels poetes danesos més influents i avui dia encara és llegit a Dinamarca. Normalment la seva poesia és considerada un important condició prèvia del gran líric simbolista Sophus Claussen.
Aarestrup es va graduar el 1827 en medicina. El mateix any es va casar amb Caroline Aagard i van establir-se a Nysted, a l'illa danesa de Lolland on va viure la major part de la seva vida però des de 1849 fou doctor a Fiònia. Fou un amic proper del poeta Christian Winther. Treballant com a doctor, va escriure poesia en el seu temps lliure. Només un llibre va ser publicat mentre vivia, el 1838: "Digte" (poemes). Fou generalment ignorat pels crítics així com pel públic al temps de la publicació. Un altre va ser publicat després de la seva mort el 1863: "Efterladte Digte" (poemes pòstums).
Entre els lírics danesos, Aarestrup és considerat un del més genuí amoristes. Especialment els seus versos curts i emfàtics en que assoleix un gran mestratge. Com a tècnic de vers és influït pel poeta alemany Friedrich Rückert però troba la seva forma pròpia. Comparat a altres poetes d'amor danesos contemporanis és molt més sensual, material i audaç encara que respectant el decòrum. Entre els seus poemes famosos han de ser esmentats Paa Sneen (“en la neu”), Angst (“por”), Til Nanna (“per nanna”), Tidlig Skilsmisse (“divorci primerenc”) i Var det Synd? (“va ser un pecat?”). Menys coneguts avui són els seus pocs poemes polítics que revelen les seves simpaties liberals.

## Obra

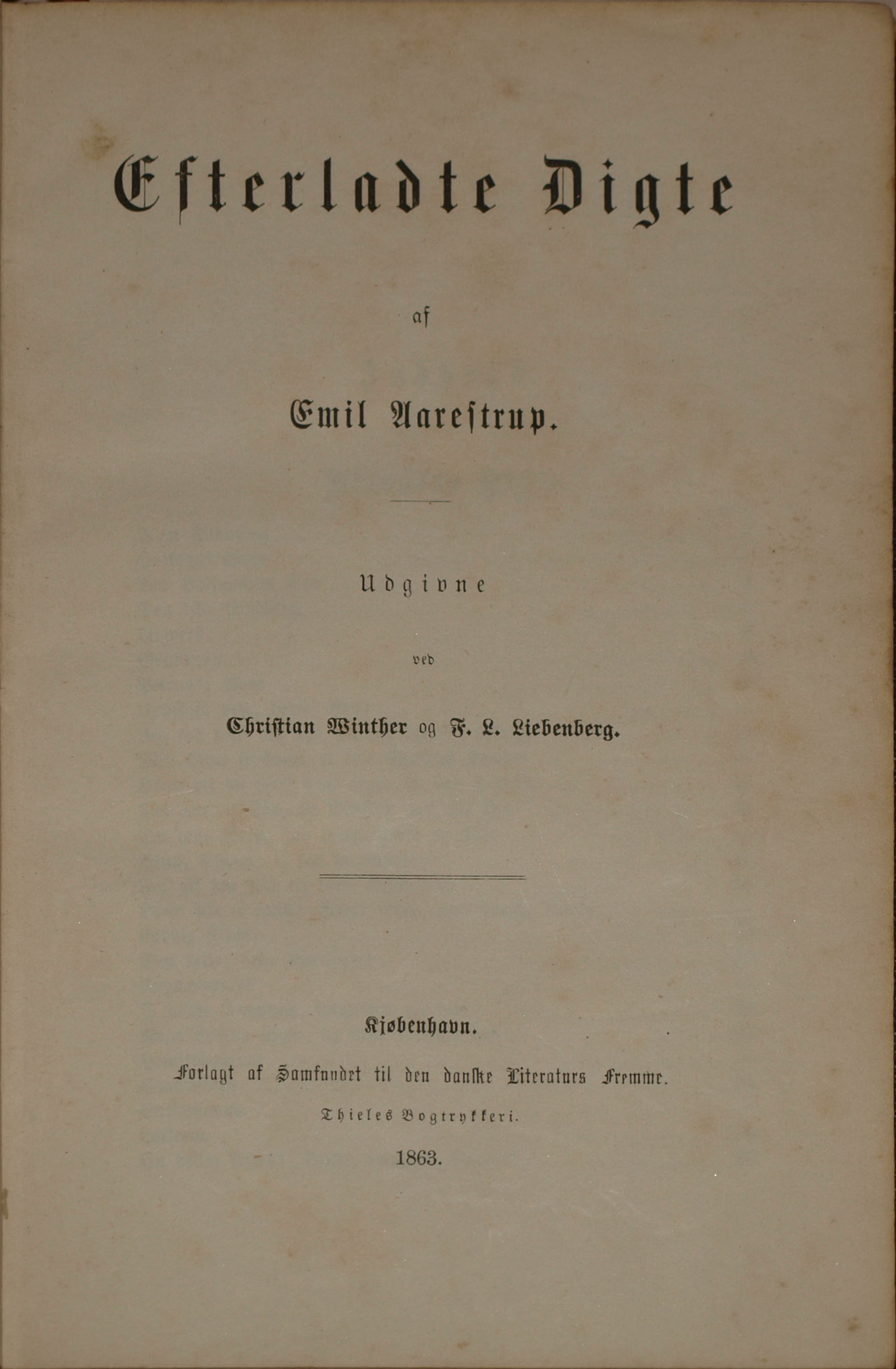
Portada de Efterladte digte (Poemas póstumos).

- 1837 – Digte
- 1863 – Efterladte digte
- 1877 – Danske digtere
- 1877 – Samlede Digte
- Tidlig Skilsmisse